# Apilkin
Apilkin i també Apil-kin va ser un governant de la ciutat-estat de Mari a l'antiga Mesopotàmia que devia regnar després de la caiguda de l'Imperi d'Accad, cap als anys 2126 aC i 2091 aC. Era fill d'Ishgum-Addu i va governar 35 anys, segons la llista de shakkanakku o governadors militars de la ciutat. Va tenir dos fills, que al seu torn el van succeir: Ili-Ishar i Tura-Dagan. Una inscripció fa menció d'una filla, Taram-Uram, i diu que es va casar amb un fill d'Ur-Nammu, rei d'Ur, potser l'anomenat Xulgi.
Probablement va ser vassall o aliat de la Tercera dinastia d'Ur i, per tant, d'Ur-Nammu, el seu fundador. Va ser el primer dels shakkanakku que va utilitzar simultàniament el títol de lugal (rei), que els seus antecessors pràcticament no havien usat. S'interpreta que Mari havia tornat a tenir importància política i econòmica, i havia pogut fer aliances dinàstiques mitjançant matrimonis amb altres regnes importants dels voltants. L'intercanvi comercial i els contactes diplomàtics estan ben documentats entre Mari i Ur en aquella època.